# Microbus Gruau Électrique

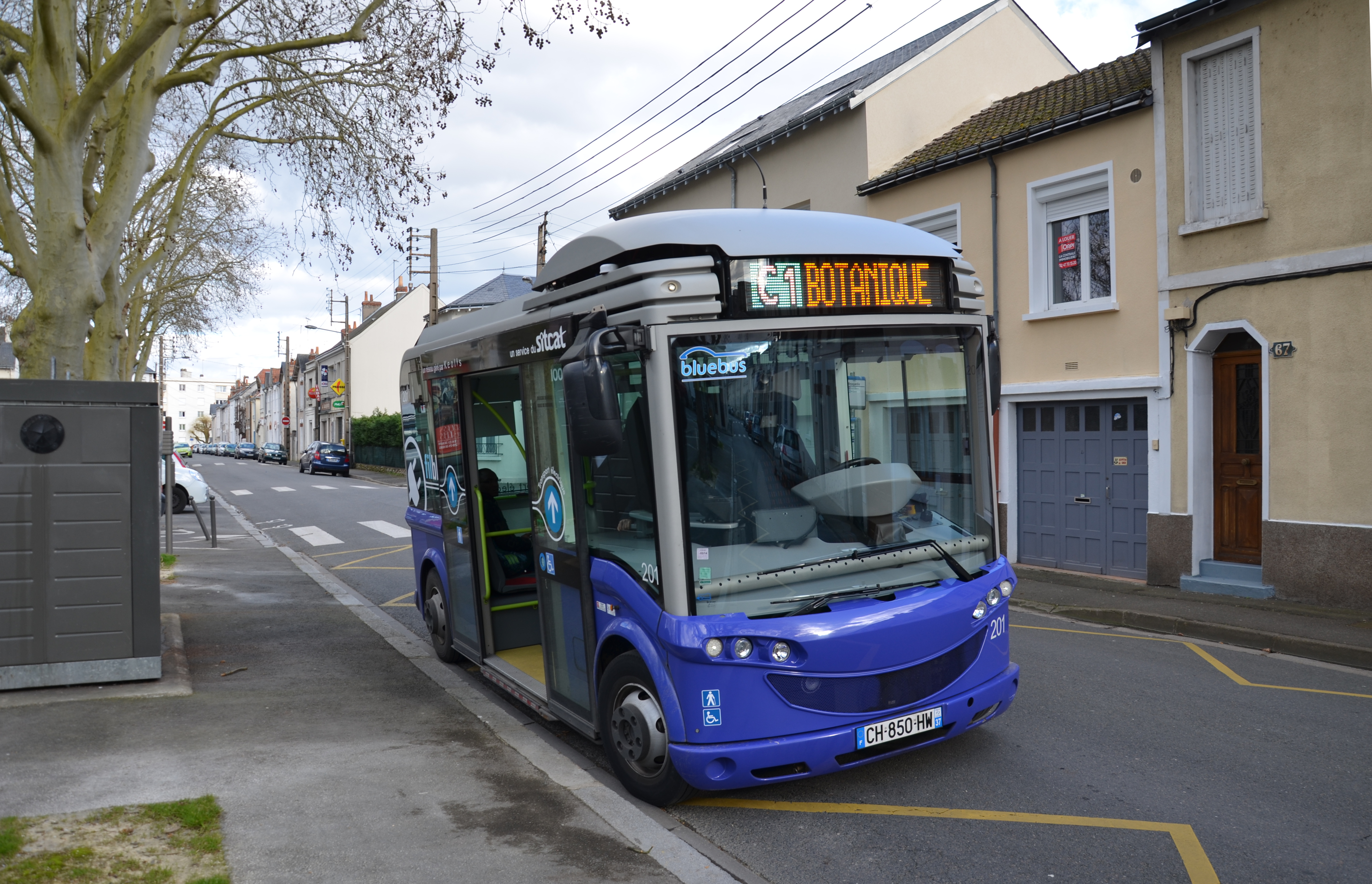
Ein Microbus Gruau Électrique Tours

Der Microbus Gruau Électrique ist ein Batteriebus  mit einer Transportkapazität von 23 Insassen (22 Passagiere plus 1 Fahrer). Er wird unter dem Namen Bluebus verkauft und in Ergué-Gabéric (Bretagne) hergestellt. Der Bus hat bei einer Länge von 5,46 Meter einen Wendekreis von weniger als 7 Meter. Seine Reichweite beträgt 120 km. Die Höchstgeschwindigkeit liegt bei 50 km/h.

## Unternehmensentwicklung

### Groupe Gruau
Der Bluebus wurde durch die Firma Gruau Microbus in Saint-Berthevin im Westen Frankreichs entwickelt.
Le Groupe Gruau ist in Frankreich als Unternehmen für seine jahrzehntelange Tätigkeit im Karosseriebau bekannt geworden, welche nach wie vor die Domäne von Gruau darstellt. Das Unternehmen wurde 1889 als Autoreparaturwerkstatt in Laval/Westfrankreich gegründet. Der Karosseriebau kam Anfang der 1930er Jahre hinzu und wurde im Laufe der Zeit zur tragenden Säule des Unternehmens. Seit den siebziger Jahren steht Gruau in enger Kooperation mit der Firma Citroën (heute zum PSA-Konzern gehörig), für die Gruau oft Aufträge erfüllt. Heute sieht sich Gruau als international tätiger Spezialist im Umbau von Fahrzeugen, der weltweit über 1000 Mitarbeiter beschäftigt. Das Unternehmen arbeitet für 34 Fahrzeugmarken, insbesondere bei Kleintransportern und Krankentransportern. Nachdem der Microbus von der Groupe Bolloré übernommen wurde, bietet Gruau für den Personentransport noch einen Kleinbus an, zur Beförderung von behinderten Personen.

### Gruau Microbus
Das Unternehmen Gruau Microbus, welches den Bus herstellt, wurde als Tochterunternehmen der Groupe Gruau gegründet und 2008 in ein Joint-Venture-Unternehmen der beiden Firmengruppen Groupe Gruau und Groupe Bolloré umgewandelt. 2012 wurde das Joint Venture-Unternehmen zu 100 % von der Groupe Bolloré übernommen, welche auch die Batterie zuliefert.

## Modellentwicklung

### Verbrennungsmotor
Den Karosserieentwurf beziehungsweise das Design des Gruau Microbus gibt es seit 2002. Er entstand aus einem Projekt unter dem Titel „Bus de futur“ (zu deutsch: „Bus der Zukunft“), das im Jahr 2000 ins Leben gerufen wurde, und mit Marktstudien einher ging. Von dem Bus wurden seit dem Produktionsbeginn im Jahre 2004 bis Anfang 2008 etwa 150 Stück gebaut, welche mit Verbrennungskraftmaschinenantrieb ausgestattet sind. Die Fahrzeuge waren für etwa 30 Kommunen in Frankreich sowie Burgstädt bei Mittweida in Sachsen bestimmt. Bereits 2005 wurde ein elektrisch angetriebener Microbus getestet.

### Batteriebus
Das überarbeitete Modell wurde mit einem Elektroantrieb sowie Lithium-Polymer-Akkumulatoren des französischen Herstellers batScap, einer Tochter von Bolloré, ausgestattet. Bei den Akkumulatoren handelt sich um drei Traktionsbatterie-Packs von Lithium-Metall-Polymer-Akkumulatoren mit einer Ladekapazität von je 30 kWh, somit 90 kWh je Fahrzeug. Sie benötigen eine Betriebstemperatur von 60 °C bis 80 °C, wobei das Fahrzeug bei Außentemperaturen von −20 °C bis +60 °C betrieben werden kann.
Die ersten Auslieferungen der Elektrovariante des Busses, die 2008 als „Microbus Electricity“ vorgestellt wurde, erfolgten 2011 unter dem geschützten Label „Bluebus“. Die Fertigung wurde 2016 von Saint-Berthevin (bei Laval) zu Bolloré in die Bretagne verlagert.
Das zu Bolloré gehörende Unternehmen BlueSolutions stellte 2015 einen 12 Meter langen Bus vor, der in Paris bei der RATP zum Einsatz kommt, mit mehr als 20 Exemplaren im Jahr 2019. Seit 2018 kommt er auch in Rennes und Brüssel zum Einsatz.

## Einsatzorte
In Frankreich setzen die Stadtbusbetreiber von Bayonne, Laval, Rambouillet, Tarbes und Tours den Bluebus ein. In Paris verwendet die Gesellschaft Bluestation den Bluebus zur Anbindung der Fondation Louis Vuitton.
Drei nicht-elektrische Microbusse wurden 2008 von Göppel Bus an die sächsische Regiobus Mittweida geliefert. Sie sind seither im Stadtverkehr von Burgstädt im Einsatz.